# T.J. McDonald
T.J. McDonald (Fresno, 26 gennaio 1991) è un giocatore di football americano statunitense che gioca nel ruolo di safety per i Miami Dolphins della National Football League (NFL). Fu scelto nel corso del terzo giro (71º assoluto) del Draft NFL 2013 dai St. Louis Rams. Al college ha giocato a football alla University of Southern California.

## Carriera professionistica

### St. Louis/Los Angeles Rams
MCDonald fu scelto nel corso del terzo giro del Draft 2013 dai St. Louis Rams. Debuttò come professionista partendo come titolare nella prima gara della stagione vinta contro gli Arizona Cardinals, mettendo a segno 5 tackle. La sua stagione da rookie si concluse con 53 tackle, un sack e un intercetto in dieci presenze, tutte come titolare. Nella successiva disputò tutte le 16 gare come partente, totalizzando 105 tackle, 2 sack e il secondo intercetto in carriera nella settimana 14 contro i Washington Redskins.

### Miami Dolphins
Il 31 marzo 2017, McDonald firmò con i Miami Dolphins.

## Statistiche
| Partite totali      | 55  |
| Partite da titolare | 55  |
| Tackle              | 285 |
| Sack                | 5,0 |
| Intercetti          | 4   |

Statistiche aggiornate alla stagione 2016